# Missダイヤモンド
『Missダイヤモンド』（ミスダイヤモンド）はテレビ朝日系列で1995年10月19日 - 12月14日に放送されたテレビドラマ。

## キャスト
- 咲坂ナナ：瀬戸朝香
- 早川健介：髙嶋政宏
- 高木涼平：野村宏伸
- 市村淑子：美保純
- 二宮さゆり：かとうかずこ
- 早川京介：田辺誠一
- 高木竜太郎：北村総一朗
- 安田豊作：相島一之
- 佐伯リミ：ビビアン・スー
- 咲坂サチ：小林聡美
- 咲坂千代子：星由里子

## テーマ曲
- 主題歌「この情熱はダイヤモンド」瀬戸朝香
- 挿入歌「ジングルベルが聴こえない」水口芳樹

## スタッフ
- 脚本：清本由紀
- 音楽：渡辺博也
- プロデュース：内山聖子
- 演出：松本健、新城毅彦、中嶋豪

## サブタイトル
| 各話            | 放送日         | サブタイトル                 | 視聴率 |
| --------------- | -------------- | ---------------------------- | ------ |
| 第1話           | 1995年10月19日 | たたかうツアコン“バンコク編” | 8.3%   |
| 第2話           | 10月26日       | 血に堕ちたお嬢様             | 5.4%   |
| 第3話           | 11月2日        | 傷だらけの恋                 | 5.2%   |
| 第4話           | 11月9日        | もう誰も信じない             | 4.9%   |
| 第5話           | 11月16日       | 絶対逃げない!!               | 5.0%   |
| 第6話           | 11月23日       | あまりに突然の死             | 6.4%   |
| 第7話           | 11月30日       | 温泉へ行こう！               | 6.3%   |
| 第8話           | 12月7日        | 大逆転                       | 6.5%   |
| 第9話           | 12月14日       | 恋人たちの予感               | 5.2%   |
| 平均視聴率5.9％ |                |                              |        |

| テレビ朝日系 木曜21時台・木曜ドラマ | テレビ朝日系 木曜21時台・木曜ドラマ | テレビ朝日系 木曜21時台・木曜ドラマ |
| 前番組                              | 番組名                              | 次番組                              |
| ----------------------------------- | ----------------------------------- | ----------------------------------- |
| 外科医柊又三郎（第1シリーズ）       | Missダイヤモンド                    | 味いちもんめ（第2シリーズ）         |

| スタブアイコン | サブスタブ | この項目は、まだ閲覧者の調べものの参照としては役立たない、テレビ番組に関連した書きかけの項目です。この項目を加筆・訂正などしてくださる協力者を求めています（P:テレビ/PJ:放送または配信の番組）。 |